# Shangyi
För andra betydelser, se Shangyi (olika betydelser).
Shangyi är ett härad som lyder under Zhangjiakous stadsområde i Hebei-provinsen i norra Kina.

## Källa
1. ↑  http://www.geohive.com/cntry/cn-13.aspx